# Diócesis de San Lorenzo
La diócesis de San Lorenzo (en latín: Dioecesis Sancti Laurentii) es una circunscripción eclesiástica de la Iglesia católica en Paraguay. Se trata de una diócesis latina, sufragánea de la arquidiócesis de Asunción. Desde el 4 de julio de 2015 su obispo es Joaquín Hermes Robledo Romero.

## Territorio y organización

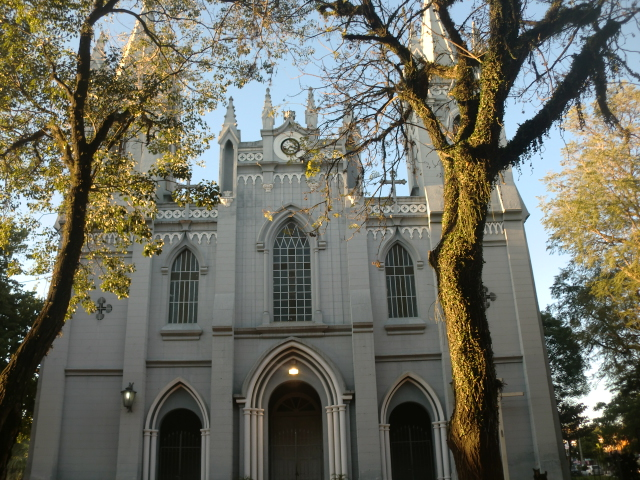
Imagen frontal de la Catedral de San Lorenzo.

La diócesis tiene 1944 km² y extiende su jurisdicción sobre los fieles católicos de rito latino residentes en algunos distritos del departamento Central: Capiatá, Guarambaré, Inmaculada Concepción de Posta Ibycuá, Itá, Itauguá, Nueva Italia, Ñemby, San Antonio, San Lorenzo, San Miguel de Posta Leiva, Santo Domingo Savio, Villeta, Ypacaraí e Ypané.
La sede de la diócesis se encuentra en la ciudad de San Lorenzo, en donde se halla la Catedral de San Lorenzo.
En 2020 en la diócesis existían 22 parroquias.

## Historia
La diócesis fue erigida el 18 de mayo de 2000 con la bula Magno perfundimur del papa Juan Pablo II, obteniendo el territorio de la arquidiócesis de Asunción.

## Estadísticas
Según el Anuario Pontificio 2021 la diócesis tenía a fines de 2020 un total de 889 940 fieles bautizados.
| Año                                                                             | Población            | Población | Población      | Sacerdotes | Sacerdotes    | Sacerdotes    | Bautizados por sacerdote | Diáconos permanentes | Religiosos | Religiosos | Parroquias |
| Año                                                                             | Bautizados católicos | Total     | % de católicos | Total      | Clero secular | Clero regular | Bautizados por sacerdote | Diáconos permanentes | Varones    | Mujeres    | Parroquias |
| ------------------------------------------------------------------------------- | -------------------- | --------- | -------------- | ---------- | ------------- | ------------- | ------------------------ | -------------------- | ---------- | ---------- | ---------- |
| 2000                                                                            | 630 000              | 784 390   | 80.3           | 19         | 19            |               | 33 157                   | 12                   |            | 41         | 13         |
| 2001                                                                            | 826 000              | 897 827   | 92.0           | 29         | 16            | 13            | 28 482                   | 18                   | 13         | 41         | 14         |
| 2002                                                                            | 857 700              | 929 600   | 92.3           | 34         | 17            | 17            | 25 226                   | 18                   | 34         | 59         | 15         |
| 2003                                                                            | 713 136              | 792 374   | 90.0           | 39         | 17            | 22            | 18 285                   | 19                   | 28         | 59         | 16         |
| 2004                                                                            | 713 136              | 792 374   | 90.0           | 41         | 18            | 23            | 17 393                   |                      | 37         | 59         | 16         |
| 2010                                                                            | 765 000              | 864 000   | 88.5           | 34         | 17            | 17            | 22 500                   |                      | 25         | 80         | 19         |
| 2014                                                                            | 813 000              | 823 239   | 98.8           | 41         | 23            | 18            | 19 829                   |                      | 26         | 80         | 22         |
| 2017                                                                            | 852 730              | 862 890   | 98.8           | 38         | 18            | 20            | 22 440                   | 25                   | 45         | 100        | 22         |
| 2020                                                                            | 889 940              | 900 540   | 98.8           | 35         | 22            | 13            | 25 426                   | 47                   | 33         | 99         | 22         |
| Fuente: Catholic-Hierarchy, que a su vez toma los datos del Anuario Pontificio. |                      |           |                |            |               |               |                          |                      |            |            |            |

## Episcopologio
- Adalberto Martínez Flores (18 de mayo de 2000-19 de febrero de 2007 nombrado obispo de San Pedro)
- Sebelio Peralta Álvarez † (27 de diciembre de 2008-19 de noviembre de 2014 falleció)
- Joaquín Hermes Robledo Romero, desde el 4 de julio de 2015